# Fontclara
|  | No s'ha de confondre amb Font Clara. |

Fontclara és un poble al nord-est del municipi baix-empordanès de Palau-sator. El 2021 tenia 53 habitants. L'edifici que en destaca és el monestir de Sant Pau de Fontclara.
Com a ens local, Fontclara tenia un regidor a principis del Segle XIX (batllia de Palau-Sator), cosa que li hagués permès tenir ajuntament propi. No va esdevenir, però, municipi independent i va ser inclòs al municipi de Palau-Sator (juntament amb el veïnat de Pantaleu) a la fi de l'Antic Règim, el primer terç del S. XIX.

## Etimologia
Segons el Diccionari català-valencià-balear, és un mot compost de font i clara, provinent del llatí fŏnte clara.

## Llocs d'interès
- Sant Pau de Fontclara, església parroquial del poble i antic monestir benedictí.

## Fires i festes
- La festa major del poble és pels volts del 3 de setembre.[5]